# Puente Genil (kommunhuvudort)
Puente-Genil är en ort i Spanien.   Den ligger i provinsen Córdoba och regionen Andalusien, i den södra delen av landet, 300 km söder om huvudstaden Madrid. Puente-Genil ligger 215 meter över havet och antalet invånare är 30 033.
Terrängen runt Puente-Genil är huvudsakligen platt, men åt sydost är den kuperad. Runt Puente-Genil är det ganska tätbefolkat, med 134 invånare per kvadratkilometer. Puente-Genil är det största samhället i trakten. Trakten runt Puente-Genil består till största delen av jordbruksmark.